# Boadella i les Escaules
Boadella i les Escaules (spanisch Buadella) ist eine katalanische Gemeinde (municipio) mit 260 Einwohnern (Stand: 2024) in der Provinz Girona im Nordosten Spaniens. Sie liegt in der Comarca Alt Empordà. Die Gemeinde besteht neben dem Hauptort Boadella d’Emporda aus der Ortschaft Les Escaules.

## Lage
Boadella i les Escaules liegt etwa 54 Kilometer nördlich von Girona auf einer Höhe von ca. 80 m.  

## Bevölkerungsentwicklung
| Jahr      | 1960 | 1970 | 1981 | 1991 | 2001 | 2011 | 2021 |
| Einwohner | 418  | 307  | 231  | 209  | 215  | 253  | 270  |

## Sehenswürdigkeiten

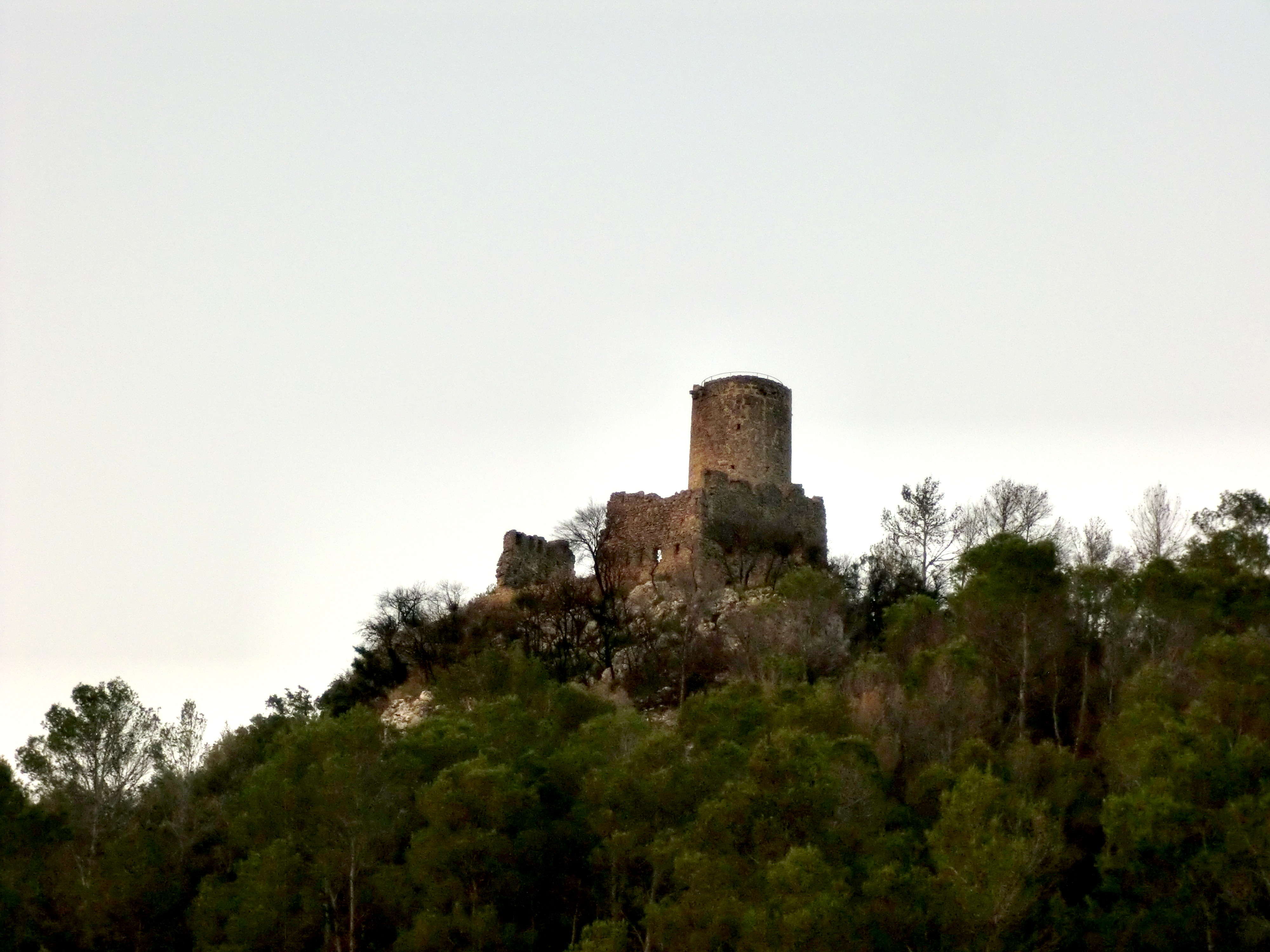
Burgruine von Les Escaules
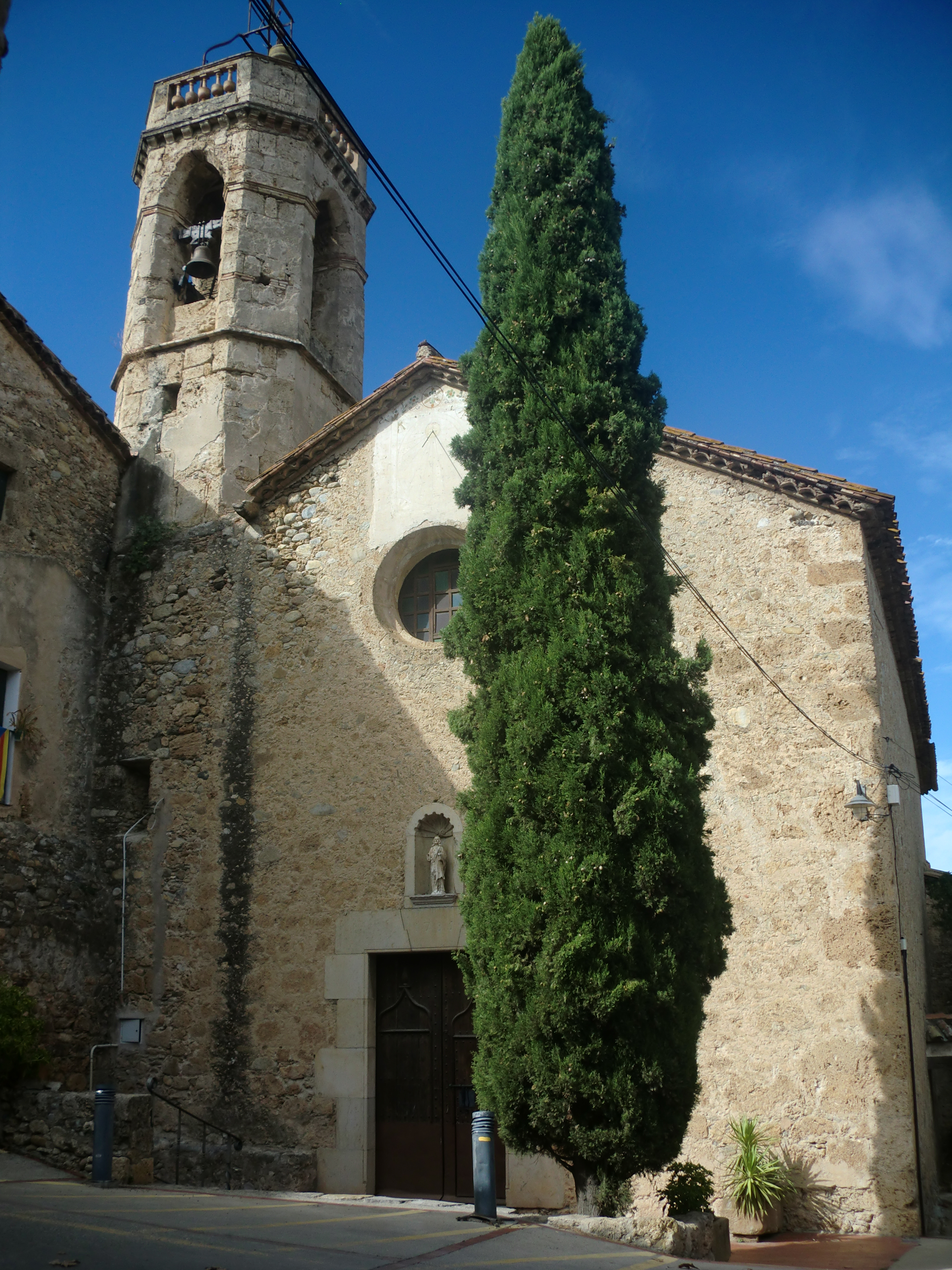
Martinskirche
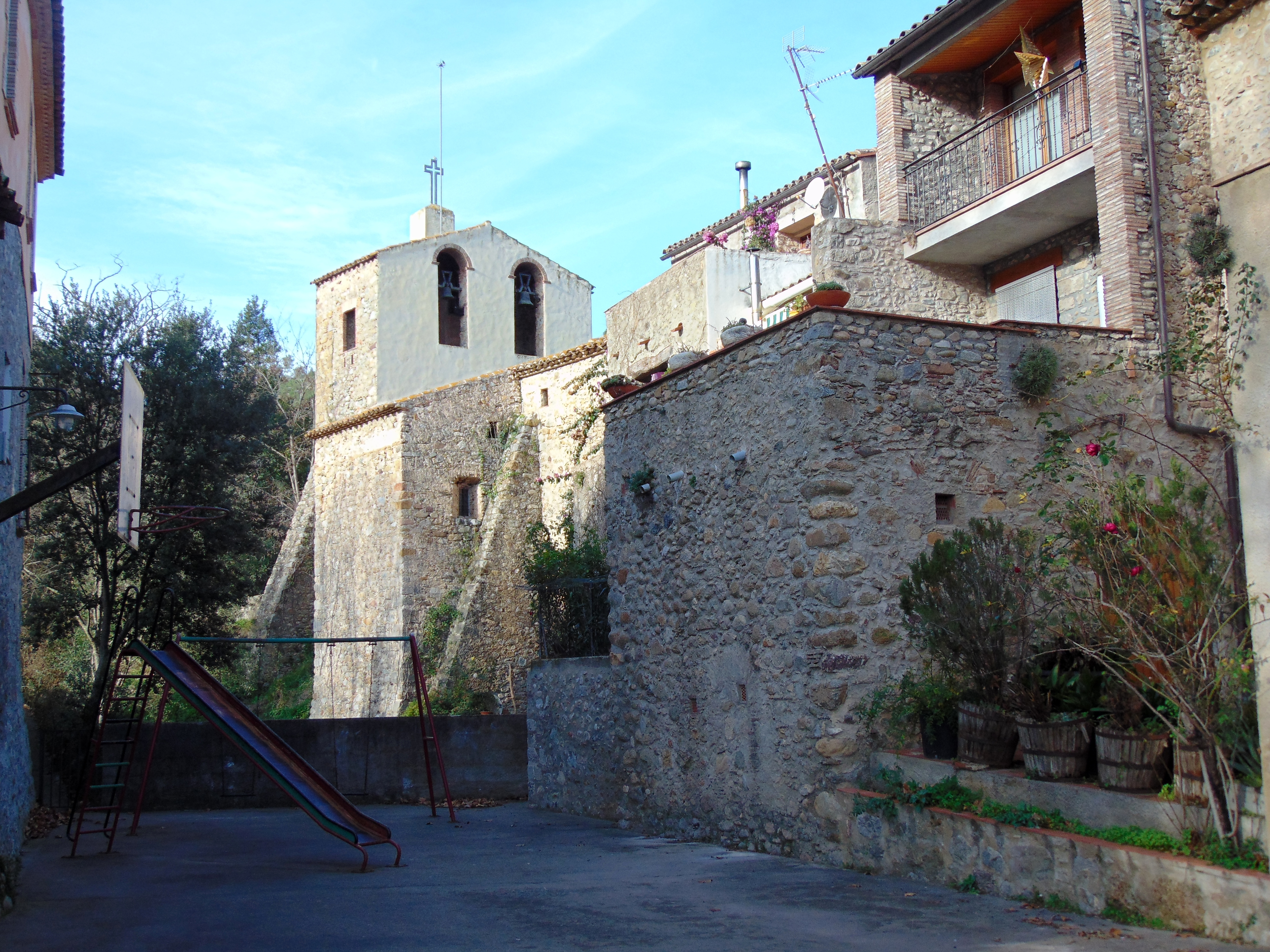
Cäcilienkirche

- Martinskirche von Les Escaules
- Cäcilienkirche von Boadella

- Burgruine von Les Escaules
- Martinskirche
- Cäcilienkirche